# Kantō

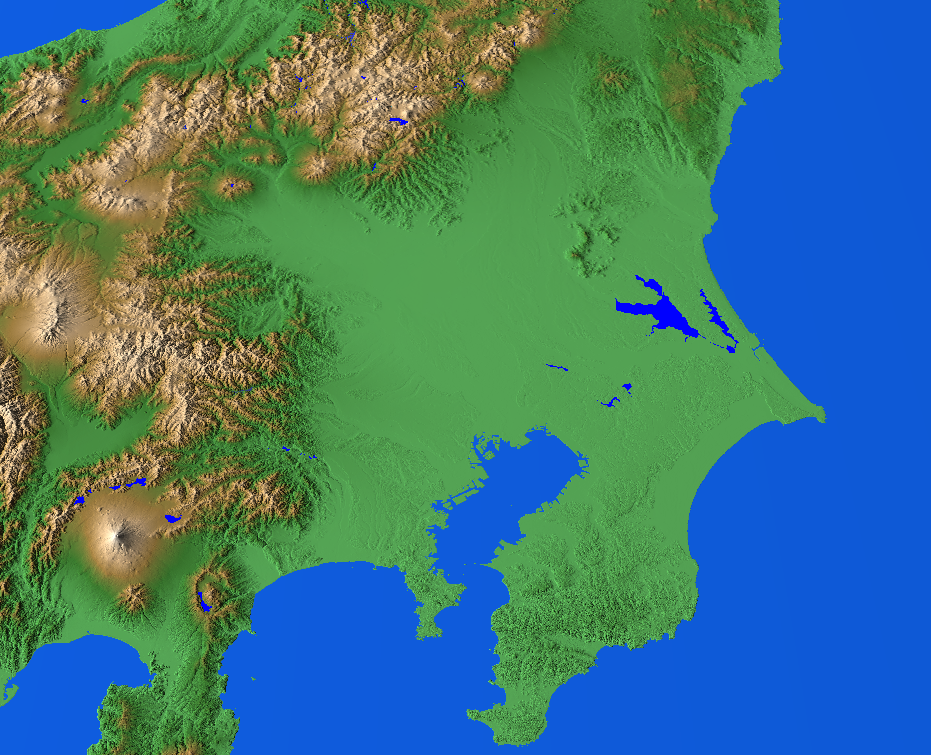
Kantō-Ebene

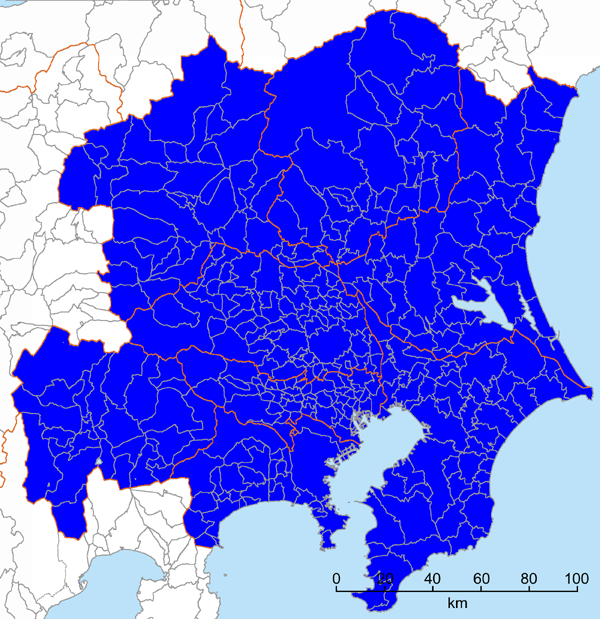
Kantō inklusive Yamanashi, wie es unter anderem bei mehreren Ministerien und Behörden der Nationalregierung, bei nationalen Unterhauswahlen, im Fußball und anderen Sportverbänden definiert ist

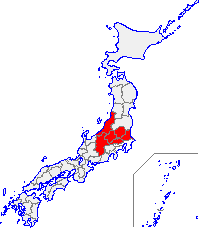
Eine Definition von Nord-Kantō (Kita-Kantō) inklusive Nagano und Niigata, bzw. eindeutiger/explizit Kantō-Shin’etsu, wie es beim Verteidigungsministerium und den Selbstverteidigungskräften definiert ist

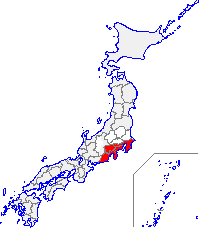
Eine Definition von Süd-Kantō (Minami-Kantō) inklusive Yamanashi und Shizuoka

Kantō (jap. 関東地方, -chihō) ist eine Region Japans auf der größten Insel Honshū. Der Name bedeutet wörtlich „östlich der Sperre“ und kommt daher, dass die Region östlich (東, tō) einer Grenzstation (関所, sekisho, die On-Lesung des ersten Zeichens ist kan) liegt; er bezog sich im Shogunat der alten frühen Neuzeit auf die Zollsperre Hakone. Die Grenzstationen, auf die sich Kantō und Kansai im um einiges älteren Altertum ursprünglich bezogen, lagen aber näher an Japans kaiserlichen Hauptstädten in Westjapan (siehe Kansai).
Der Norden Kantōs mit den Präfekturen Gunma, Tochigi und Ibaraki ist ähnlich ländlich geprägt wie die Region Tōhoku. Die Präfekturen Tokio, Saitama, Kanagawa und Chiba sind dagegen hauptsächlich vom Ballungsraum Tokio geprägt.
Geografisch besteht die Region hauptsächlich aus der Kantō-Ebene (関東平野, Kantō-heiya) – der flächengrößten Ebene Japans –, im Norden und Westen aus dem Kantō-Bergland (関東山地, Kantō-sanchi), im Nordosten aus Ausläufern des Abukuma-Berglandes (阿武隈山地, Abukuma-sanchi) und im Südosten aus der Bōsō-Halbinsel.
Am 1. September 1923 zerstörte das Große Kantō-Erdbeben mit einer Magnitude von 7,9 die Stadt Yokohama und Teile des angrenzenden Tokio. Über 140.000 Menschen starben und mehr als 1,9 Millionen wurden obdachlos.

## Sehenswürdigkeiten
Wichtigstes Reiseziel in Kantō ist die japanische Hauptstadt Tokio. Zusammen mit Japans zweitgrößter Stadt Yokohama und Kawasaki bildet die Millionenstadt die größte Metropolregion der Welt mit über 36 Millionen Bewohnern und die zweitgrößte Agglomeration mit 40 Millionen Einwohnern. Neben den pulsierenden Metropolen locken Zeugnisse der japanischen Kultur und Geschichte wie der alte Regierungssitz Kamakura im Südwesten und die Grabanlagen des Tokugawa Ieyasu in Nikkō (UNESCO-Welterbe) im Norden. Landschaften bieten die bergige Tama-Region im Westen, im westlichen Chiba sind die Pazifikstrände ein Ziel.

## Präfekturen
Die Region besteht in der in diesem Artikel verwendeten Definition aus sieben Präfekturen, die zusammen 32.423,90 km² umfassen (ungefähr die Größe Nordrhein-Westfalens) und 42,4 Mio. Einwohner zählen bei einer durchschnittlichen Bevölkerungsdichte von 1309 Einwohner/km² (Stand: 1. Juni 2010):
1. Ibaraki
2. Tochigi
3. Gunma
4. Saitama
5. Chiba
6. Tokio
7. Kanagawa

Zusammen mit der Region Kōshin’etsu (=Kō[shū]+Shin[shū]+[Hinteres] Etsu[shū]≈Yamanashi+Nagano+Niigata) bildet Kantō die Region Groß-Kantō (広域関東圏, kōiki-kantō-ken). Andere Kombinationen sind Kantō-Kōshin oder Kantō-Kōshin’etsu (so z. B. als NHK-Senderegion).

### Andere Definitionen
Die genannte Definition von Kantō ist eine verbreitete geographische, aber bei weitem nicht die einzige. Verschiedene Behörden, Sport- oder Wirtschaftsverbände, Unternehmen, Medien etc. verwenden andere Regionaleinteilungen. Einige Beispiele für andere Definitionen von Kantō:
- Polizeiregion Kantō bei der Polizeibehörde der Nationalregierung: Ibaraki, Tochigi, Gunma, Saitama, Chiba, Kanagawa, Niigata, Yamanashi, Nagano, Shizuoka[4] (Die Präfekturpolizei von Tokio gehört zu keiner Polizeiregion, für sie existiert ein eigenes Verbindungsbüro)
- Regionalentwicklungsamt Kantō beim MLIT: Ibaraki, Tochigi, Gunma, Saitama, Chiba, Tokio, Kanagawa, Yamanashi sowie teilweise (Wasserwege) Nagano und Shizuoka[5]
- Amt Kantō für Wirtschaft und Industrie beim Ministerium für Wirtschaft und Industrie (engl. METI): Ibaraki, Tochigi, Gunma, Saitama, Chiba, Tokio, Kanagawa, Niigata, Yamanashi, Nagano, Shizuoka[6]
- Landwirtschaftsamt Kantō beim Landwirtschafts- und Fischereiministerium: Ibaraki, Tochigi, Gunma, Saitama, Chiba, Tokio, Kanagawa, Yamanashi, Nagano, Shizuoka[7]
- Fortsaufsichtsamt Kantō bei der Forstbehörde des Landwirtschafts- und Fischereiministeriums: Fukushima, Ibaraki, Tochigi, Gunma, Saitama, Chiba, Tokio, Kanagawa, Niigata, Yamanashi, Shizuoka[8]
- Region Kantō im Oberschul-Baseball: Gunma, Tochigi, Ibaraki, Kanagawa, Saitama, Chiba, Yamanashi, Tokio (bei der Kōshien-Qualifikation separat)[9]
- Regionalliga Kantō im Fußball: Chiba, Gunma, Ibaraki, Kanagawa, Saitama, Tochigi, Tokio, Yamanashi[10]
- Wahlkreise bei der Verhältniswahl zum Abgeordnetenhaus (Unterhaus des Nationalparlaments)
  - Nord-Kantō: Ibaraki, Tochigi, Gunma, Saitama
  - Tokio: Tokio
  - Süd-Kantō: Chiba, Kanagawa, Yamanashi